# Satana
Satana (russisk: Сатана) er en sovjetisk spillefilm fra 1991 af Viktor Aristov.

## Medvirkende
- Sergej Kuprijanov som Vitalij
- Anatolij Aristov
- Svetlana Bragarnik som Aljona Pavlovna
- Veniamin Malotjevskij som Andrej Korsjunov
- Zjanna Sjipkova som Olja